# 2017 Wesson
2017 Wesson је астероид главног астероидног појаса са средњом удаљеношћу од Сунца која износи 2,252 астрономских јединица (АЈ).
Апсолутна магнитуда астероида је 12,78.